# WTA-toernooi van Boedapest
Het WTA-toernooi van Boedapest is een tennistoernooi voor vrouwen dat van 1993 tot en met 2013, en opnieuw sinds 2017 plaatsvindt in de Hongaarse hoofdstad Boedapest. De officiële naam van het toernooi was Hungarian Grand Prix in 2013, Hungarian Ladies Open in de periode 2017–2019, en sinds 2021 weer Hungarian Grand Prix.
De WTA organiseert het toernooi dat sinds 2009 in de categorie "International" valt. Het werd tot en met 2013 gespeeld op gravel – in de periode 2017–2019 werd gespeeld op hardcourt-binnenbanen – sinds 2021 terug op gravel, in de categorie WTA 250.
In 2014 werd het vervangen door het WTA-toernooi van Boekarest in buurland Roemenië.
In 2017 keerde het terug op de WTA-kalender, maar nu in februari in plaats van juli. In 2020 werd het toernooi niet georganiseerd, omdat Hongarije dat jaar was gepland als gastheer voor de finale van de Fed Cup – wegens de coronapandemie werd deze finale echter uitgesteld tot 2021, en bovendien verplaatst naar Praag. Het WTA-toernooi van Boedapest werd in 2021 terug georganiseerd zoals tot en met 2013: op gravel in juli. In 2022 vonden er twee toernooien plaats: het reguliere WTA 250-toernooi in juli plus een toernooi in de categorie WTA 125 met de naam Budapest Open in september.

## Officiële toernooinamen
Het toernooi heeft meerdere namen gekend, afhankelijk van de hoofdsponsor:
- 1993: Budapest Open
- 1996–1998: Budapest Lotto Open
- 1999–2000: Westel 900 Budapest Open
- 2001: Colortex Budapest Grand Prix
- 2002: Budapest Grand Prix
- 2003–2005: Tippmix Budapest Grand Prix
- 2006: Budapest Grand Prix
- 2007: Gaz de France Budapest Grand Prix
- 2008: Gaz de France Grand Prix
- 2009–2010: GdF Suez Grand Prix
- 2011: Poli-Farbe Budapest Grand Prix
- 2012: Budapest Grand Prix
- 2013: Hungarian Grand Prix
- 2017–2019: Hungarian Ladies Open
- 2021–heden: Hungarian Grand Prix

## Meervoudig winnaressen enkelspel
| speelster           | aantal titels | in de jaren |
| ------------------- | ------------- | ----------- |
| Anna Smashnova      | 2             | 2005, 2006  |
| Ágnes Szávay        | 2             | 2009, 2010  |
| Alison Van Uytvanck | 2             | 2018, 2019  |

## Enkel- en dubbelspeltitel in één jaar
| speelster              | in het jaar |
| ---------------------- | ----------- |
| Amanda Coetzer         | 1997        |
| Virginia Ruano Pascual | 1998        |
| Alizé Cornet           | 2008        |

## Finales

### Enkelspel
| Datum      | Naam                     | Cat.          | ($)           | Ondergrond        | Winnares               | Verliezend finaliste    | Uitslag       |               |
| ---------- | ------------------------ | ------------- | ------------- | ----------------- | ---------------------- | ----------------------- | ------------- | ------------- |
| 1993-10-18 | Budapest Open            | Tier III      | 150.000       | tapijt, binnen    | Zina Garrison          | Sabine Appelmans        | 7-5, 6-2      | details       |
| 1994–1995  | geen toernooi            | geen toernooi | geen toernooi | geen toernooi     | geen toernooi          | geen toernooi           | geen toernooi | geen toernooi |
| 1996-05-06 | Budapest Lotto Open      | Tier IV       | 107.500       | gravel, buiten    | Ruxandra Dragomir      | Melanie Schnell         | 7-6, 6-1      | details       |
| 1997-04-21 | Budapest Lotto Open      | Tier IV       | 107.500       | gravel, buiten    | Amanda Coetzer         | Sabine Appelmans        | 6-1, 6-3      | details       |
| 1998-04-20 | Budapest Lotto Open      | Tier IV       | 107.500       | gravel, buiten    | Virginia Ruano Pascual | Silvia Farina-Elia      | 6-4, 4-6, 6-3 | details       |
| 1999-04-19 | Westel 900 Budapest Open | Tier IVa      | 142.500       | gravel, buiten    | Sarah Pitkowski        | Cristina Torrens Valero | 6-2, 6-2      | details       |
| 2000-04-17 | Westel 900 Budapest Open | Tier IVb      | 110.000       | gravel, buiten    | Tathiana Garbin        | Kristie Boogert         | 6-2, 7-6      | details       |
| 2001-04-16 | Colortex Budapest GP     | Tier V        | 110.000       | gravel, buiten    | Magda Maleeva          | Anne Kremer             | 3-6, 6-2, 6-4 | details       |
| 2002-04-15 | Budapest Grand Prix      | Tier V        | 110.000       | gravel, buiten    | Martina Müller         | Myriam Casanova         | 6-2, 3-6, 6-4 | details       |
| 2003-04-14 | Tippmix Budapest GP      | Tier V        | 110.000       | gravel, buiten    | Magüi Serna            | Alicia Molik            | 3-6, 7-5, 6-4 | details       |
| 2004-04-26 | Tippmix Budapest GP      | Tier V        | 110.000       | gravel, buiten    | Jelena Janković        | Martina Suchá           | 7-6, 6-3      | details       |
| 2005-07-25 | Tippmix Budapest GP      | Tier IV       | 140.000       | gravel, buiten    | Anna Smashnova         | Catalina Castaño        | 6-2, 6-2      | details       |
| 2006-07-24 | Budapest Grand Prix      | Tier IV       | 145.000       | gravel, buiten    | Anna Smashnova         | L Domínguez Lino        | 6-1, 6-3      | details       |
| 2007-04-23 | GdF Budapest Grand Prix  | Tier III      | 175.000       | gravel, buiten    | Gisela Dulko           | Sorana Cîrstea          | 6-7, 6-2, 6-2 | details       |
| 2008-07-07 | Gaz de France Grand Prix | Tier III      | 175.000       | gravel, buiten    | Alizé Cornet           | Andreja Klepač          | 7-6, 6-3      | details       |
| 2009-07-06 | GdF Suez Grand Prix      | International | 220.000       | gravel, buiten    | Ágnes Szávay           | Patty Schnyder          | 2-6, 6-4, 6-2 | details       |
| 2010-07-05 | GdF Suez Grand Prix      | International | 220.000       | gravel, buiten    | Ágnes Szávay           | Patty Schnyder          | 6-2, 6-4      | details       |
| 2011-07-04 | Poli-Farbe Budapest GP   | International | 220.000       | gravel, buiten    | Roberta Vinci          | Irina-Camelia Begu      | 6-4, 1-6, 6-4 | details       |
| 2012-04-30 | Budapest Grand Prix      | International | 220.000       | gravel, buiten    | Sara Errani            | Jelena Vesnina          | 7-5, 6-4      | details       |
| 2013-07-08 | Hungarian Grand Prix     | International | 235.000       | gravel, buiten    | Simona Halep           | Yvonne Meusburger       | 6-3, 6-7, 6-1 | details       |
| 2014–2016  | geen toernooi            | geen toernooi | geen toernooi | geen toernooi     | geen toernooi          | geen toernooi           | geen toernooi | geen toernooi |
| 2017-02-20 | Hungarian Ladies Open    | International | 250.000       | hardcourt, binnen | Tímea Babos            | Lucie Šafářová          | 6-7, 6-4, 6-3 | details       |
| 2018-02-19 | Hungarian Ladies Open    | International | 250.000       | hardcourt, binnen | Alison Van Uytvanck    | Dominika Cibulková      | 6-3, 3-6, 7-5 | details       |
| 2019-02-18 | Hungarian Ladies Open    | International | 250.000       | hardcourt, binnen | Alison Van Uytvanck    | Markéta Vondroušová     | 1-6, 7-5, 6-2 | details       |
| 2020       | geen toernooi            | geen toernooi | geen toernooi | geen toernooi     | geen toernooi          | geen toernooi           | geen toernooi | geen toernooi |
| 2021-07-12 | Hungarian Grand Prix     | WTA 250       | 235.238       | gravel, buiten    | Joelija Poetintseva    | Anhelina Kalinina       | 6-4, 6-0      | details       |
| 2022-07-11 | Hungarian Grand Prix     | WTA 250       | 251.750       | gravel, buiten    | Bernarda Pera          | Aleksandra Krunić       | 6-3, 6-3      | details       |
| 2022-09-19 | Budapest Open            | WTA 125       | 115.000       | gravel, buiten    | Tamara Korpatsch       | Viktoriya Tomova        | 7-6, 6-7, 6-0 | details       |
| 2023-07-17 | Hungarian Grand Prix     | WTA 250       | 259.303       | gravel, buiten    | Maria Timofejeva       | Kateryna Baindl         | 6-3, 3-6, 6-0 | details       |
| 2024-07-15 | Hungarian Grand Prix     | WTA 250       | 267.082       | gravel, buiten    | Diana Sjnajder         | Aljaksandra Sasnovitsj  | 6-4, 6-4      | details       |

### Dubbelspel
| Datum      | Naam                     | Cat.          | ($)           | Ondergrond        | Winnaressen                             | Verliezend finalistes                  | Uitslag          |               |
| ---------- | ------------------------ | ------------- | ------------- | ----------------- | --------------------------------------- | -------------------------------------- | ---------------- | ------------- |
| 1993-10-18 | Budapest Open            | Tier III      | 150.000       | tapijt, binnen    | Inés Gorrochategui Caroline Vis         | Sandra Cecchini Patricia Tarabini      | 6-1, 6-3         | details       |
| 1994–1995  | geen toernooi            | geen toernooi | geen toernooi | geen toernooi     | geen toernooi                           | geen toernooi                          | geen toernooi    | geen toernooi |
| 1996-05-06 | Budapest Lotto Open      | Tier IV       | 107.500       | gravel, buiten    | Katrina Adams Debbie Graham             | Radka Bobková Eva Melicharová          | 6-3, 7-6         | details       |
| 1997-04-21 | Budapest Lotto Open      | Tier IV       | 107.500       | gravel, buiten    | Amanda Coetzer Alexandra Fusai          | Eva Martincová Elena Pampoulova        | 6-3, 6-1         | details       |
| 1998-04-20 | Budapest Lotto Open      | Tier IV       | 107.500       | gravel, buiten    | Virginia Ruano Pascual Paola Suárez     | Cătălina Cristea Laura Montalvo        | 4-6, 6-1, 6-1    | details       |
| 1999-04-19 | Westel 900 Budapest Open | Tier IVa      | 142.500       | gravel, buiten    | Jevgenia Koelikovskaja Sandra Načuk     | Laura Montalvo Virginia Ruano Pascual  | 6-3, 6-4         | details       |
| 2000-04-17 | Westel 900 Budapest Open | Tier IVb      | 110.000       | gravel, buiten    | Ljoebomira Batsjeva Cristina Torrens    | Jelena Kostanić Sandra Načuk           | 6-0, 6-2         | details       |
| 2001-04-16 | Colortex Budapest GP     | Tier V        | 110.000       | gravel, buiten    | Tathiana Garbin Janette Husárová        | Zsófia Gubacsi Dragana Zarić           | 6-1, 6-3         | details       |
| 2002-04-15 | Budapest Grand Prix      | Tier V        | 110.000       | gravel, buiten    | Catherine Barclay Émilie Loit           | Jelena Bovina Zsófia Gubacsi           | 4-6, 6-3, 6-3    | details       |
| 2003-04-14 | Tippmix Budapest GP      | Tier V        | 110.000       | gravel, buiten    | Petra Mandula Olena Tatarkova           | C Martínez Granados Tetjana Perebyjnis | 6-3, 6-1         | details       |
| 2004-04-26 | Tippmix Budapest GP      | Tier V        | 110.000       | gravel, buiten    | Petra Mandula Barbara Schett            | Virág Németh Ágnes Szávay              | 6-3, 6-2         | details       |
| 2005-07-25 | Tippmix Budapest GP      | Tier IV       | 140.000       | gravel, buiten    | Émilie Loit Katarina Srebotnik          | L Domínguez Lino Marta Marrero         | 6-1, 3-6, 6-2    | details       |
| 2006-07-24 | Budapest Grand Prix      | Tier IV       | 145.000       | gravel, buiten    | Janette Husárová Michaëlla Krajicek     | Lucie Hradecká Renata Voráčová         | 4-6, 6-4, 6-4    | details       |
| 2007-04-23 | GdF Budapest Grand Prix  | Tier III      | 175.000       | gravel, buiten    | Ágnes Szávay Vladimíra Uhlířová         | Martina Müller Gabriela Navrátilová    | 7-5, 6-2         | details       |
| 2008-07-07 | Gaz de France Grand Prix | Tier III      | 175.000       | gravel, buiten    | Alizé Cornet Janette Husárová           | Vanessa Henke Ioana Raluca Olaru       | 6-7, 6-1, [10-6] | details       |
| 2009-07-06 | GdF Suez Grand Prix      | International | 220.000       | gravel, buiten    | Alisa Klejbanova Monica Niculescu       | Aljona Bondarenko Kateryna Bondarenko  | 6-4, 7-6         | details       |
| 2010-07-05 | GdF Suez Grand Prix      | International | 220.000       | gravel, buiten    | Timea Bacsinszky Tathiana Garbin        | Sorana Cîrstea A Medina Garrigues      | 6-3, 6-3         | details       |
| 2011-07-04 | Poli-Farbe Budapest GP   | International | 220.000       | gravel, buiten    | A Medina Garrigues Alicja Rosolska      | Natalie Grandin Vladimíra Uhlířová     | 6-2, 6-2         | details       |
| 2012-04-30 | Budapest Grand Prix      | International | 220.000       | gravel, buiten    | Janette Husárová Magdaléna Rybáriková   | Eva Birnerová Michaëlla Krajicek       | 6-4, 6-2         | details       |
| 2013-07-08 | Hungarian Grand Prix     | International | 235.000       | gravel, buiten    | Andrea Hlaváčková Lucie Hradecká        | Nina Brattsjikova Anna Tatishvili      | 6-4, 6-1         | details       |
| 2014–2016  | geen toernooi            | geen toernooi | geen toernooi | geen toernooi     | geen toernooi                           | geen toernooi                          | geen toernooi    | geen toernooi |
| 2017-02-20 | Hungarian Ladies Open    | International | 250.000       | hardcourt, binnen | Hsieh Su-wei Oksana Kalasjnikova        | Arina Rodionova Galina Voskobojeva     | 6-3, 4-6, [10-4] | details       |
| 2018-02-19 | Hungarian Ladies Open    | International | 250.000       | hardcourt, binnen | Georgina García Pérez Fanny Stollár     | Kirsten Flipkens Johanna Larsson       | 4-6, 6-4, [10-3] | details       |
| 2019-02-18 | Hungarian Ladies Open    | International | 250.000       | hardcourt, binnen | Jekaterina Aleksandrova Vera Zvonarjova | Fanny Stollár Heather Watson           | 6-4, 4-6, [10-7] | details       |
| 2020       | geen toernooi            | geen toernooi | geen toernooi | geen toernooi     | geen toernooi                           | geen toernooi                          | geen toernooi    | geen toernooi |
| 2021-07-12 | Hungarian Grand Prix     | WTA 250       | 235.238       | gravel, buiten    | Mihaela Buzărnescu Fanny Stollár        | Aliona Bolsova Tamara Korpatsch        | 6-4, 6-4         | details       |
| 2022-07-11 | Hungarian Grand Prix     | WTA 250       | 251.750       | gravel, buiten    | Ekaterine Gorgodze Oksana Kalasjnikova  | Katarzyna Piter Kimberley Zimmermann   | 1-6, 6-4, [10-6] | details       |
| 2022-09-19 | Budapest Open            | WTA 125       | 115.000       | gravel, buiten    | Anna Bondár Kimberley Zimmermann        | Jesika Malečková Renata Voráčová       | 6-3, 2-6, [10-5] | details       |
| 2023-07-17 | Hungarian Grand Prix     | WTA 250       | 259.303       | gravel, buiten    | Katarzyna Piter Fanny Stollár           | Jessie Aney Anna Sisková               | 6-2, 4-6, [10-4] | details       |
| 2024-07-15 | Hungarian Grand Prix     | WTA 250       | 267.082       | gravel, buiten    | Katarzyna Piter Fanny Stollár           | Anna Danilina Irina Chromatsjova       | 6-3, 3-6, [10-3] | details       |